# Vamos a la playa (chanson de Righeira)
Pour les articles homonymes, voir Vamos a la playa.
Singles de Righeira
Tanzen mit Righeira
(1983) No tengo dinero (en)
(1983)
Vamos a la playa est une chanson du duo italo disco italien Righeira, sortie en juin 1983 en tant que deuxième single de leur premier album studio,  Righeira (en) (1983). Elle est écrite par Johnson Righeira et par le producteur Carmelo La Bionda. La chanson a un succès dans le palmarès musical de l'année 1983.
Malgré son thème anodin, la chanson parle en fait de l'explosion d'une bombe atomique et est une chanson antinucléaire.

## Conception
La musique est au départ écrite en 1981 par Johnson Righeira. C'est en jouant sur un clavier qu'il a trouvé la mélodie de Vamos a la playa. Il s'agit alors d'« une chanson sombre, électronique et robotique », inspirée par le punk et le new wave. Au contact des frères La Bionda, elle est modifiée pour lui apporter une touche disco. Elle décrit « l’ère post-atomique et la légèreté des gens qui continuent d’aller à la plage, comme si de rien n’était ». Elle est sortie dans le contexte du projet Initiative de défense stratégique de Ronald Reagan.
En 2017, Johnson Righeira explique comment lui est venue l'idée de cette chanson dans une interview accordée à l'édition italienne du magazine Vice :

« Vers la fin de l'année 1981, en préparation d'un spectacle pour le réveillon de la Saint-Sylvestre que nous allions faire au Casablanca de Florence, nous sommes allés dans une cave avec des amis qui y avaient leur studio, leur salle de répétition. J'avais déjà une première idée pour Vamos a la playa, qui était l'évolution de mes premiers enregistrements influencés par les années 1960. Je voulais faire une chanson sur la plage qui soit post-atomique et qui fasse un usage intensif de l'électronique. Et là, dans cette cave, en posant mes mains au hasard sur un clavier, il m'est soudain venu une idée : le refrain de Vamos a la playa a commencé à résonner dans ma tête... Je dois dire que ce fut certainement l'un des moments les plus importants de ma vie. »

## Clip vidéo
Le clip montre des couleurs disco et du « kitsch ». 
Arne Siegmund de l'édition allemande du site d'information Watson en a fait une critique en 2018, et remarque que le clip combine « des synthétiseurs, des cravates colorées et des hommes qui dansent bizarrement ». Balázs Barbi du magazine hongrois Nők Lapja (en) fait remarquer que le clip a « une atmosphère déprimante » en raison de « la vision apocalyptique qui la constitue ». Les couleurs néon, les visages rougis et l'apparence des deux chanteurs « semblent rendre la vidéo plus facile à interpréter », a-t-elle ajouté.

## Réception

### Accueil critique
La journaliste Emmanuelle Veil du Journal minimal qualifie les paroles de Vamos a la playa d'« acides ». Dans la critique de Righeira par Fond/Sound, l'auteur Diego Olivas a décrit Vamos a la playa comme « l'un des tubes les plus sombres à avoir jamais rythmé un été ». Dans sa critique de la chanson pour L'Humanité, Benjamin König l'a décrite comme un enregistrement « engagé ». Gunter van Assche du journal belge De Morgen a commenté que Vamos a la playa est « l'une des chansons d'été les plus cyniques qui soient ». Il ajoute que « c'est un miracle que cette vision mélancolique de la peur soit devenue un succès mondial ».

### Accueil commercial
Vamos a la playa est sortie au Royaume-Uni en 1983 et est entrée dans le UK Singles Chart au numéro 99, atteignant le numéro 53 le mois suivant. En Belgique, la musique a fait ses débuts au numéro 40 du classement Ultratop le 13 août 1983 et a atteint le numéro deux au meilleur classement. Aux Pays-Bas, elle atteint la deuxième place du  Top 40 néerlandais le 10 septembre 1983. La chanson a atteint la troisième position en Allemagne et est dans les charts pendant 18 semaines. La chanson est numéro du Swiss Singles Chart pendant deux semaines. Selon le journal italien La Repubblica, Vamos a la playa s'est vendue à plus de trois millions d'exemplaires dans le monde.

## Liste des titres
| A. | Vamos a la playa (version espagnole) | 3:40 |
| B. | Vamos a la playa (version italienne) | 3:40 |

| A1. | Vamos a la playa (version espagnole) | 5:09 |
| A2. | Vamos a la playa (version italienne) | 3:39 |
| B.  | Playa Dub                            | 6:34 |

| A. | Vamos a la playa | 3:40 |
| B. | Playa Dub        | 3:32 |

| A. | Vamos a la playa | 5:10 |
| B. | Playa Dub        | 6:58 |

## Crédits
- Johnson Righeira – écriture, chant
- Michael Righeira (en) – chant
- Carmelo La Bionda – écriture, producteur
- Michelangelo La Bionda – producteur
- Hermann Weindorf – coproducteur, arrangements
- Berthold Weindorf – ingénieur du son, mixage
- Ben Fenner – ingénieur du son, mixage
- Atipiqa – conception d'art de la pochette

Crédits provenant des notes de l'album Righeira et du 45 tours.

## Classements
| Classement (1983)                      | Meilleure position |
| -------------------------------------- | ------------------ |
| Allemagne de l'Ouest (Media Control)   | 3                  |
| Argentine (Prensario)                  | 1                  |
| Autriche (Ö3 Austria Top 40)           | 11                 |
| Belgique (Flandre Ultratop 50 Singles) | 2                  |
| Danemark (IFPI)                        | 6                  |
| Espagne (AFYVE)                        | 6                  |
| Europe (Europarade)                    | 2                  |
| Finlande (Suomen virallinen lista)     | 4                  |
| France (SNEP)                          | 12                 |
| Irlande (IRMA)                         | 23                 |
| Italie (Musica e dischi)               | 1                  |
| Norvège (VG-lista)                     | 6                  |
| Pays-Bas (Nederlandse Top 40)          | 2                  |
| Pays-Bas (Nationale Hitparade)         | 6                  |
| Royaume-Uni (UK Singles Chart)         | 53                 |
| Suisse (Schweizer Hitparade)           | 1                  |

| 1983                                 | Position |
| ------------------------------------ | -------- |
| Allemagne de l'Ouest (Media Control) | 29       |
| Belgique (Flandre Ultratop 50)       | 51       |
| France (SNEP)                        | 77       |
| Italie (Musica e dischi)             | 3        |
| Pays-Bas (Nederlandse Top 40)        | 51       |
| Suisse (Schweizer Hitparade)         | 20       |